# Tuesday Night Music Club
Tuesday Night Music Club - debiutancki album amerykańskiej wokalistki Sheryl Crow, wydany 3 sierpnia 1993 roku. Muzyka na albumie stanowi mieszankę rocka, country oraz popu.

## Lista utworów
1. Run Baby Run
2. Leaving Las Vegas
3. Strong Enough
4. Can't Cry Anymore
5. Solidify
6. The Na-Na Song
7. No One Said It Would Be Easy
8. What I Can Do For You
9. All I Wanna Do
10. We Do What We Can
11. I Shall Believe

## Single
- All I Wanna Do
- Leaving Las Vegas
- Strong Enough
- Can't Cry Anymore
- Run Baby Run

## Videoclipy
- All I Wanna Do
- Leaving Las Vegas
- Strong Enough
- Can't Cry Anymore
- Run Baby Run
- What I Can Do For You